# Дип Крик (Вирџинија)
Дип Крик (енгл. Deep Creek) насељено је место без административног статуса у америчкој савезној држави Вирџинија.

## Демографија
По попису из 2010. године број становника је 115.
| Група             | 2000.    | 2010.       |
| Белци             | 0 (0,0%) | 108 (93,9%) |
| Афроамериканци    | 0 (0,0%) | 4 (3,5%)    |
| Азијати           | 0 (0,0%) | 0 (0,0%)    |
| Хиспаноамериканци | 0 (0,0%) | 1 (0,9%)    |
| Укупно            | 0        | 115         |